# تفجيرات بلد وين أكتوبر 2022
تفجيرات بلد وين أكتوبر 2022 في 3 أكتوبر 2022 في بلد وين بالصومال استخدمت حركة الشباب ثلاث سيارات مفخخة لقتل ما لا يقل عن 20 شخصًا.

## خلفيه
شهد الصومال منذ سنوات صراعاً دامياً بين القوات الحكومية ومسلحي حركة الشباب المرتبطة بتنظيم القاعدة. وفي 20 سبتمبر من الشهر الماضي للتفجيرات استعاد الجيش الصومالي سيطرته على قرية بوكو الاستراتيجية بوسط البلاد من قبضة حركة الشباب والتي تعد أكبر قاعدة للحركة وذلك بعد استيلائها عليها لمدة 13 عام.

## التفجيرات
في قاعدة لاما جلاي العسكرية في بلد وين وهي مدينة في حيران وسط الصومال تم تفجير سيارتين مفخختين حوالي الساعة 10:30 صباحًا. خلال فترة ما بعد الظهر انفجرت سيارة مفخخة أخرى أثناء رحلتها إلى القاعدة. أعلنت جماعة الشباب الجهادية مسؤوليتها عن التفجيرات. قتل وزير الصحة بولاية هيرشابيل الذاتية الحكم بوسط الصومال زكريا محمد وآخرون. ذكر موقع «دالسان» المحلي أن الانفجارين الذين وقعا في بلد وين عاصمة إقليم هيران كان من بين قتلاها نائب عمدة منطقة هيران أبو بكر معادي.
أعلن قائد شرطة مدينة بلد وين بشير حسن جماللي فرض حظر تجول لمدة 24 ساعة وذلك على خلفية مقتل وزير الصحة بولاية هيرشابيل الصومالية إثر هجمات شنتها حركة «الشباب».